# Rivière Fiedmont
Pour les articles homonymes, voir Fiedmont.
La rivière Fiedmont est un affluent de la rive nord de la rivière Harricana, coulant dans la région administrative du Abitibi-Témiscamingue, au Québec, au Canada, soit dans la municipalité régionale de comté (MRC) de :
- Abitibi : municipalité de La Corne et de Barraute ;
- La Vallée-de-l'Or : ville de Val-d'Or.

Le cours de la rivière Fiedmont traverse successivement les cantons de La Corne, Fiedmont, Senneville et Vassan.
La foresterie est l'activité principale de ce bassin versant. Les activités récréotouristiques arrivent en second. Et l'agriculture en troisième.
La surface de la rivière Fiedmont est généralement gelée de la mi-décembre à la mi-avril.

## Géographie

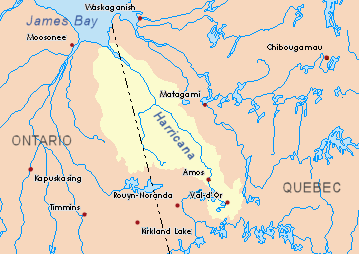
Bassin hydrographique de la rivière Harricana.

Les bassins versants voisins de la rivière Fiedmont sont :
- côté nord : lac Legendre, rivière des Aulnes, ruisseau Barraute ;
- côté est : lac Senneville, rivière Courville, rivière Senneville ;
- côté sud : rivière Harricana, rivière Milky, lac De Montigny ;
- côté ouest : rivière Vassan, rivière Laine, rivière La Corne, rivière Baillairgé.

La source de la rivière Fiedmont est à 400 m d'altitude dans la municipalité de La Corne, entre deux montagnes dont les sommets atteignent respectivement : 468 m à l'est avec des antennes de communication et une exploitation minière ; et 435 m à l'ouest. Cette source est située près de la tête de la rivière Landrienne et de la rivière La Corne, soit à :
- 25,6 km au nord-ouest de la confluence de la rivière Fiedmont avec la rivière Harricana ;
- 19,3 km au nord-est de la confluence du lac Malartic avec le lac La Motte ;
- 23,5 km au nord de la confluence de la rivière Harricana avec le lac Malartic ;
- 43,6 km à l'ouest du centre-ville de Senneterre ;
- 34,8 km au nord-ouest du centre-ville de Val-d'Or.

À partir de sa source, la rivière Fiedmont coule sur environ 50 km selon les segments suivants :
- 9,3 km vers le sud, puis le sud-est, jusqu'à un ruisseau de montagne (venant du nord) ;
- 10,9 km vers le sud-est, jusqu'au côté ouest d'une montagne dont le sommet atteint 455 m ;
- 10,0 km vers le sud en passant entre des zones de marais, jusqu'à un ruisseau (venant de l'est) ;
- 7,7 km vers le sud en coupant le chemin de Saint-Edmond, jusqu'à son embouchure située dans une petite zone de marais[2].

La rivière Fiedmont se déverse sur la rive nord de la rivière Harricana à :
- 4,4 km à l'ouest de l'embouchure de la rivière Milky laquelle draine le lac De Montigny ;
- 2,0 km au sud-est de l'embouchure du lac Blouin qui constitue le lac de tête de la rivière Harricana ;
- 11,8 m à l'est de la décharge de la rivière Harricana sur la rive est du lac Malartic ;
- 9,4 km au nord-ouest du centre-ville de Val d'Or.

## Toponymie
Le toponyme « Rivière Fiedmont » a été officialisé le 5 décembre 1968 à la Commission de toponymie du Québec, soit lors de sa fondation.